# Хек, Клас Якобс ван дер
Клас Я́кобс ван дер Хек (нидерл. Claes Jacobsz van der Heck, между 1575 и 1581 годами, Алкмар — похоронен 19 декабря 1652 года, там же) — нидерландский художник периода золотого века Голландии.
Ученик Яна Нагеля.
Писал в историческом жанре. В «Лексиконе Плюшара» о его творчестве сказано так: «Кисть его была твёрдой, колорит естественным и живым, знание светотени придавали большую ценность его картинам».
Его сын Мартен Хемскерк ван дер Хек в той же статье словаря был назван хорошим пейзажистом.